# اینشتینیم
اینشتینیوم (Einsteinium) از عنصرهای شیمیایی جدول تناوبی است. نشانه کوتاه آن Es و عدد اتمی آن ۹۹ است.
نام این عنصر به افتخار آلبرت اینشتین روی آن نهاده شده‌است.
انیشتینیوم به عنوان جزئی از بقایای اولین انفجار بمب هیدروژنی در سال 1952 کشف شد. رایج ترین ایزوتوپ آن، انیشتینیوم-253 (253Es؛ نیمه عمر 20.47 روز)، به طور مصنوعی از تجزیه کالیفرنیوم-253 در چند عدد بالا اختصاص داده شده تولید می شود. - راکتورهای هسته ای نیرو با بازده کلی حدود یک میلی گرم در سال.
خواص فیزیکی عنصر اینشتینیم(Es):
- عدد اتمی:۹۹
- جرم اتمی:۲۵۲٫۰۸۳۰
- نقطه ذوب: C°۸۶۰
- شعاع فلزی: pm 186
- ظرفیت:۳
- رنگ: متالیک
- حالت استاندارد: رادیواکتیو